# Медина (старе місто)

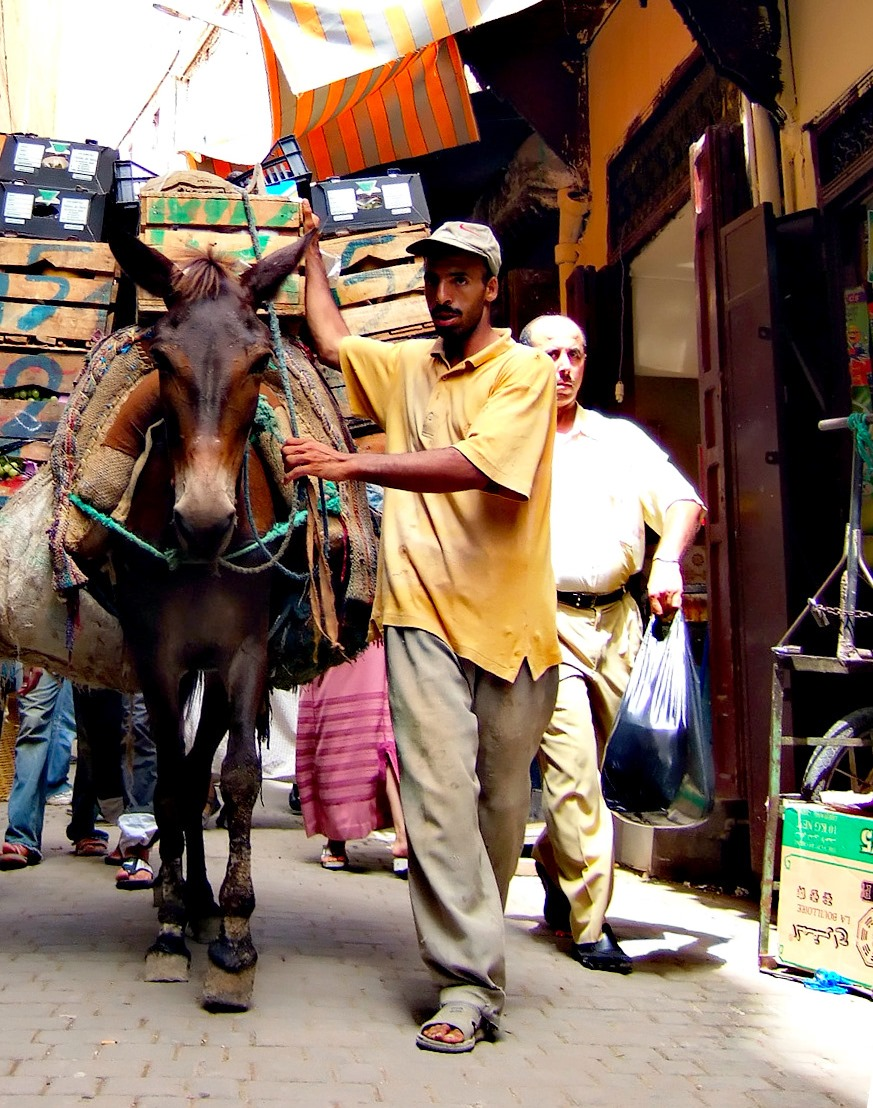
В мединах, де заборонений рух автомобілів, товари переміщуються за допомогою тварин. Фес, Марокко

Медина (від араб. المدينة القديمة «старе місто») — назва історичного центра міста в низці північноафриканських країн та на Мальті. Медина зазвичай огороджена стінами та має мережу надто вузьких вулиць, схожих на лабіринт. У сучасній арабській мові слово медина (араб. مدينة) означає просто «місто».

## Опис
Медини є популярними серед туристів через те, що зазвичай містить багато історичних пам’яток, як-от фонтани, палаци, мечеті та іноді церкви.
Через надто малі розміри, вулиці медини (деякі з них можуть бути завширшки менше одного метра) переважно вільні від автомобільного руху, а в деяких випадках навіть від мотоциклістів та велосипедів. Медина марокканського міста Фес вважається найбільшою в світі міською зоною без автомобілів.

## Перелік

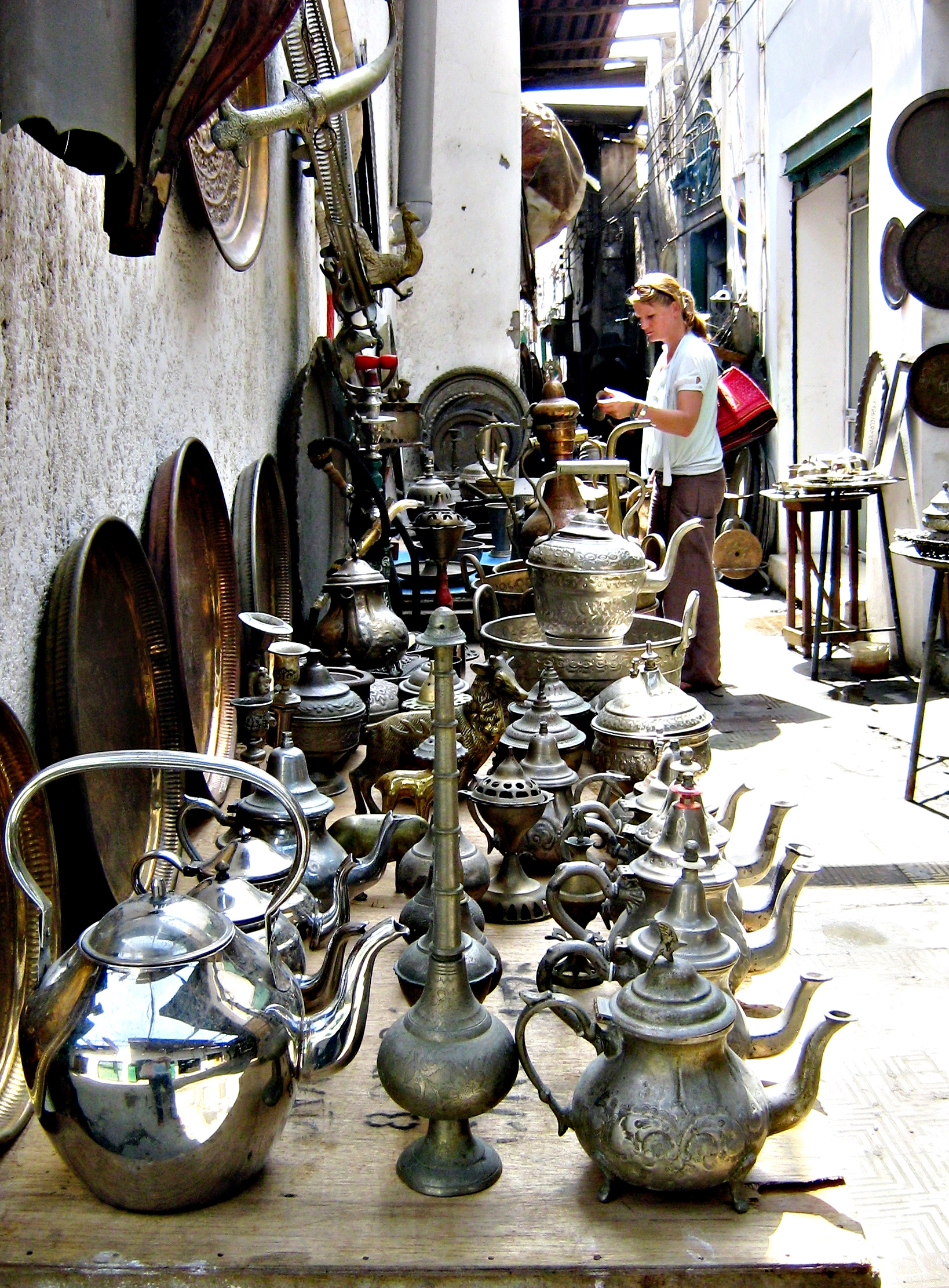
Медина міста Триполі, Лівія

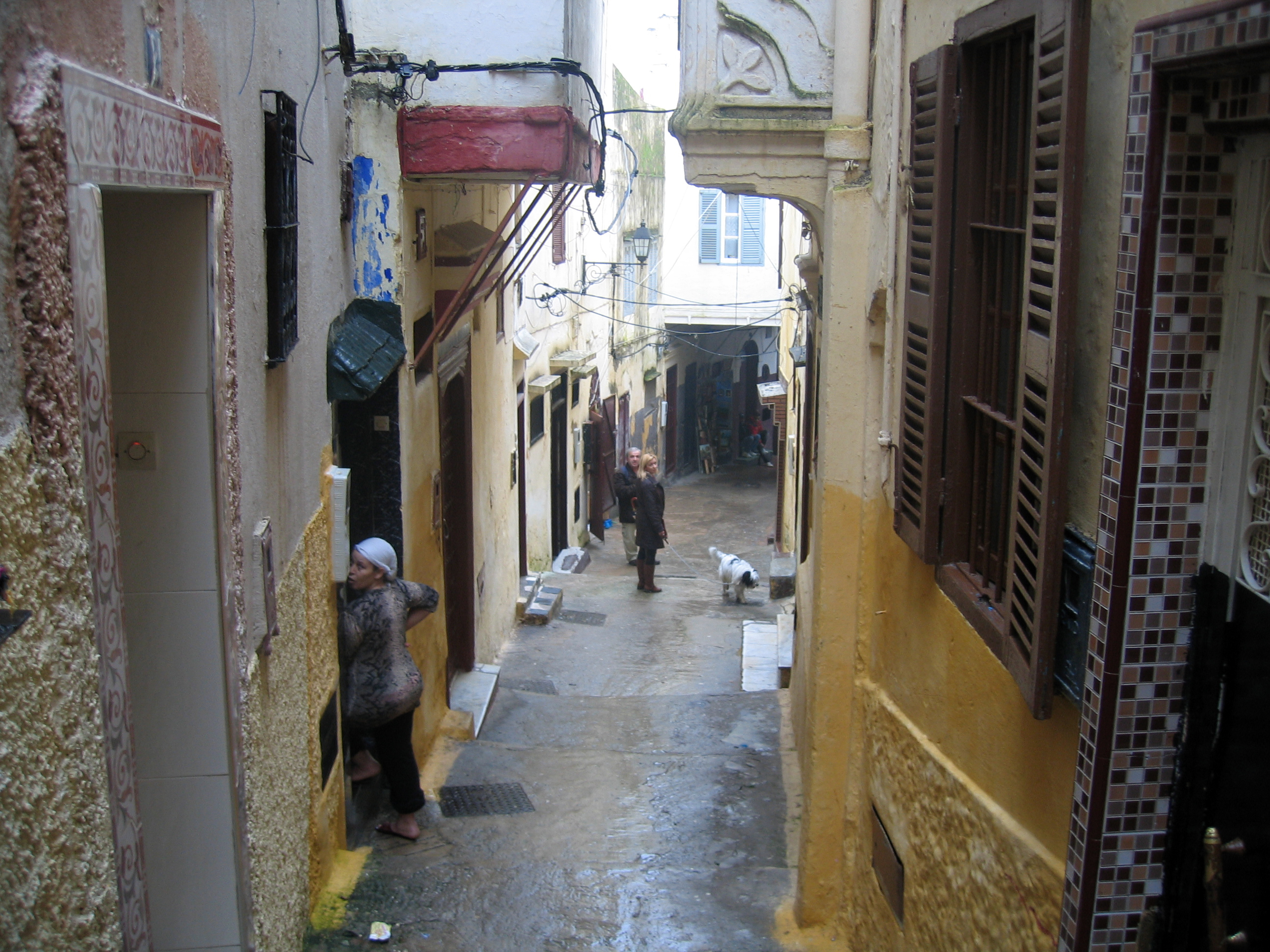
Медина міста Танжер, Марокко

### Алжир
- Касба Алжиру (названа на честь своєї фортеці)
- Касба Деліс

### MLT

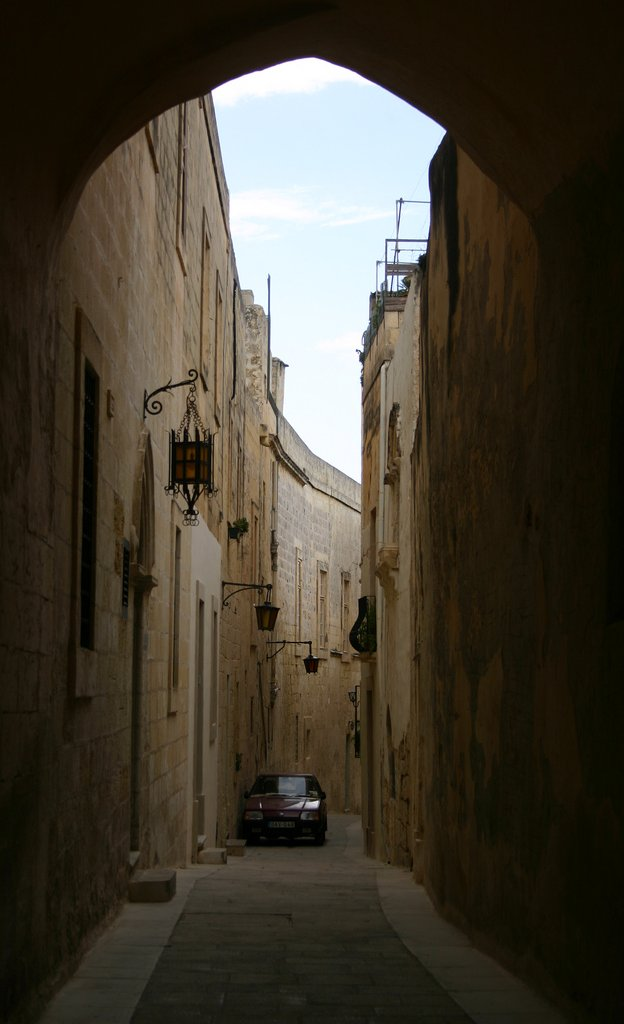
Вузька звивиста вулиця біля площі Санта-Софія. Мдіна, Мальта

### Лівія
- Дерна
- Гадамес
- Ґар'ян
- Хун
- Мурзук
- Триполі
- Ваддай
- Тазірбу
- Бенгазі

### Мальта
- Мдіна

### Марокко
- Касабланка
- Шафшаван
- Ес-Сувейра
- Фес
- Марракеш
- Мекнес
- Рабат
- Сале
- Танжер
- Тарудант
- Таза
- Тетуан

### Туніс
- Хаммамет
- Кайруан
- Монастір
- Сфакс
- Сус
- Туніс

### Іспанія(колишні)
- Гранада
- Севілья
- Кордова